# Idris Muhammad
Idris Muhammad (ur. 13 listopada 1939 w Nowym Orleanie, zm. 29 lipca 2014 w Fort Lauderdale) – amerykański perkusista jazzowy.
Urodził się jako Leo Morris, imię Muhammad przybrał po konwersji na islam w latach 60. XX w. Na perkusji zaczął grać mając 8 lat i już w 1955 roku rozpoczął pracę jako profesjonalny muzyk w zespołach jazzowych. Zaliczany jest do grona najbardziej innowacyjnych i wpływowych perkusistów soulowych lat 60. Współpracował m.in. z Lou Donaldsonem, Johnnym Griffinem, Pharoah Sandersem oraz George'em Colemanem. W ostatnich latach życia koncertował z pianistą Ahmadem Jamalem.

## Dyskografia
- Black Rhythm Revolution (1970)
- Peace & Rhythm (1971)
- Power of Soul (1974)
- House of the Rising Sun (1976)
- Turn This Mutha Out (1977)
- Boogie to the Top (1978)
- You Ain't No Friend of Mine (1978)
- Fox Huntin' (1979)
- Kabsha (1980)
- Make It Count (1980)
- My Turn (1993)
- Right Now (1998)